# Breathlessly
A Breathlessly (magyarul: Lélegzet-visszafojtva) a máltai Claudia Faniello dala, mellyel Máltát képviselte a 2017-es Eurovíziós Dalfesztiválon, Kijevben. A dal a PBS által szervezett nemzeti döntőben nyerte el az eurovíziós indulás jogát 2017. február 18-án.

## Eurovíziós Dalfesztivál
A dalt az Eurovíziós Dalfesztiválon a május 11-i második elődöntőben adta elő, fellépési sorrendben negyedikként a Macedóniát képviselő Jana Burčeska Dance Alone című dala után, és a Romániát képviselő Ilinca és Alex Florea Yodel It! című dala előtt. Az elődöntőben a tizenhatodik helyen végzett, így nem jutott tovább a május 13-i döntőbe.
A következő máltai induló Christabelle Taboo című dala volt a 2018-as Eurovíziós Dalfesztiválon.